# 리드시크티스
리드시크티스(Leedsichthys)는 중생대 쥐라기 후기(약 1억 5,600만년 전~1억 4,500만년 전), 오늘날 유럽 대륙에서 서식한 경골어류의 일종이다. 학명은 "리드(Leed)의 물고기"라는 의미이다. 전체 몸 길이는 최대 16.5m, 체중은 최대 45t 정도 되었을 것으로 추정되지만 거대한 덩치에 비해 속도가 느리고 온순해 히보두스나 메트리오린쿠스, 상어 같은 작은 포식자들을 비롯해 리오플레우로돈 같은 거대 포식자의 습격을 받기도 하였을 것이다. 주로 무리생활을 하였으며 화석은 영국, 독일, 프랑스 등에서 발견되었다. 리드시크티스는 현재 가장 거대한 경골어류로 알려져 있으며, 모습은 오늘날의 수염고래와 유사하다.